# Mirashi (Ferizaj)
Mirashi (albanska: Mirashi, serbiska: Stari Miraš) är en by i Kosovo. Den ligger i kommunen Ferizaj. Enligt den senaste folkräkningen år 2011 fanns det 1 883 invånare.

## Demografi
| Demografi | 2011 |
| --------- | ---- |
| albaner   | 1868 |
| ashkalier | 13   |
| bosnier   | 1    |